# German IV (patriarcha Konstantynopola)
German IV, gr.  Γερμανός Δ' (ur. 1790, zm. 1853) – ekumeniczny patriarcha Konstantynopola w latach
1842–1845 i 1852–1853.

## Życiorys
W latach 1826–1830 był biskupem Widynia. Po raz pierwszy wybrany patriarchą w 1842 r. Pełnił tę funkcję do 1845 r. Przywrócony na tron w 1852 r. pełnił funkcję aż do śmierci. Założył wiele kościołów, szkół, bibliotek i domów dziecka. Był założycielem seminarium duchownego na Chalki.